# Tim Hortons
Tim Hortons Inc. è una catena canadese di caffetterie nota per il suo caffè "american style", i suoi Doughnut e per i timbits (bignè fritti). La compagnia prende il nome dal campione dell'hockey canadese Tim Horton, fondatore della catena insieme all'amico Ron Joyce. Dopo la tragica e improvvisa morte della stella dell'hockey in un incidente stradale sarà proprio Ron Joyce ad ereditare i diritti sul marchio e sul nome della compagnia. Oggi Tim Hortons è il più grande servizio di fast food del Canada con oltre 3.000 punti vendita a livello nazionale e ormai da molti anni ha raggiunto lo status di franchising internazionale, con punti vendita negli USA ed in Asia.
Tim Hortons franchising si diffuse rapidamente e, infine, ha superato McDonald's come operatore più grande del Canada. L'azienda ha aperto il doppio dei punti vendita canadesi di McDonald's e tutto il sistema di vendita ha superato quello delle operazioni canadesi di McDonald's a partire dal 2002. Tim Hortons detiene il 70% del mercato canadese per prodotti da forno (segue Dunkin' Donuts con circa il 20%, terzo è Krispy Kreme con poco più del 6%) e detiene il 62% del mercato canadese del caffè (rispetto a Starbucks, nella posizione numero due, al 7%).
A settembre 2023, Tim Hortons aveva 5.701 ristoranti a livello mondiale, tra cui 3.874 in Canada e 1.827 tra Stati Uniti, Macao, Hong Kong, Cina e penisola arabica (Kuwait, Qatar, Emirati Arabi).